# Rawábí
Rawábí (arabsky روابي‎, Vrchy) je město v Samařsku, ve státě Palestina, 20 km severně od Jeruzaléma, 25 km jižně od Nábulusu, 9 km severně od Ramalláhu a 1,5 km severovýchodně od izraelské osady Ateret. Staví se na vrších s panoramatickým výhledem na pobřeží okolo Tel Avivu. 70 km východně se nachází Ammán. Rawábí se má rozkládat na ploše 6,3 km2 (630 hektarů).
Město má být symbolem nové Palestiny, ekologickým městem 21. století pro zhruba 40 tisíc obyvatel (v první fázi 25 tisíc). Město stojí na „území A“ pod plnou pravomocí palestinské autonomie a je spojnicí mezi Nábulusem a Ramalláhem. Staví se za finanční podpory z Kataru. Celková investice je 700 milionů dolarů.
Stavba začala v prosinci 2009. Město je určené pro mladé palestinské rodiny vyšší střední třídy, má být finančním a kulturním centrem oblasti, zaměstnávat okolní vesničany ve službách. Vedle nemocnice, škol, hotelů, bank a mešit tu má stát i kostel. Od roku 2015 se sem nastěhovalo asi 5 000 lidí (údaj k roku 2019).